# Келугеру
Келугеру (рум. Călugăru) — село у повіті Телеорман в Румунії. Входить до складу комуни Ботороага.
Село розташоване на відстані 57 км на південний захід від Бухареста, 23 км на північний схід від Александрії, 135 км на схід від Крайови.

## Населення
За даними перепису населення 2002 року у селі проживала 1131 особа.
Національний склад населення села:
| Національність | Кількість осіб | Відсоток |
| -------------- | -------------- | -------- |
| румуни         | 1103           | 97,5%    |
| цигани         | 28             | 2,5%     |

Рідною мовою назвали:
| Мова      | Кількість осіб | Відсоток |
| --------- | -------------- | -------- |
| румунська | 1122           | 99,2%    |
| циганська | 9              | 0,8%     |